# Aéroport municipal d'Apalachicola
L’aéroport municipal d'Apalachicola (code IATA : AAF • code OACI : KAAF) est un aéroport public qui se situe à 3 km du centre d’affaires d’Apalachicola en Floride dans le comté de Franklin, aux États-Unis. Il dispose de trois pistes.